# Kyynäröjärvi (sumpmark)
Kyynäröjärvi är en sumpmark i Finland. Den ligger i Mäntsälä i landskapet Nyland, i den södra delen av landet, 50 km norr om huvudstaden Helsingfors.